# Турнояс
Турнояс (чув. Тăрнас)— деревня в Нурлатском районе Татарстана. Входит в состав Зареченского сельского поселения.

## География
Находится в южной части Татарстана на расстоянии приблизительно 32 км на запад по прямой от районного центра города Нурлат вблизи границы с Самарской областью.

## История
Основана в XVIII.

## Название
Происходит с чувашского языка "Тăрна" - "Журавль". 

## Население
Постоянных жителей было в 1859 году — 240, в 1897—424, в 1908—453, в 1920—505, в 1926—461, в 1938—458, в 1949—395, в 1958—481, в 1970—534, в 1979—377, в 1989—267, в 2002 году 347 (чуваши 92 %), в 2010 году 299.